# (38462) 1999 TL21
1999 تي أل 21 (ويعرف أيضًا باسم (38462) 1999 تي أل 21 وفق تسمية الكوكب الصغير) (بالإنجليزية: 1999 TL21)‏ هو كويكب ضمن حزام الكويكبات؛ وترتيبه 38462 من حيث الاكتشاف.
اكتُشف هذا الجُرم الفلكي بواسطة وولف بيكل ‏ في 12 أكتوبر 1999.

## وصلات خارجية
- (38462) 1999 TL21 في قاعدة بيانات مختبر الدفع النفاث لأجرام النظام الشمسي الصغيرة

- الاكتشاف · مخطط المدار ·  العناصر المدارية · المعلمات المادية

- (38462) 1999 TL21 على موقع ويكي سكاي: DSS2, SDSS, GALEX, IRAS, Hydrogen α, X-Ray, Astrophoto, Sky Map, Articles and images